# Caladenia dorrienii
Caladenia dorrienii är en orkidéart som beskrevs av Karel Domin. Caladenia dorrienii ingår i släktet Caladenia och familjen orkidéer. Inga underarter finns listade i Catalogue of Life.